# 信楽高原鐵道SKR200形気動車
信楽高原鐵道SKR200形気動車（しがらきこうげんてつどう エスケーアール200かたきどうしゃ）は、1987年（昭和62年）の信楽高原鐵道開業時に製造された一般形気動車（レールバス）である。

## 概要

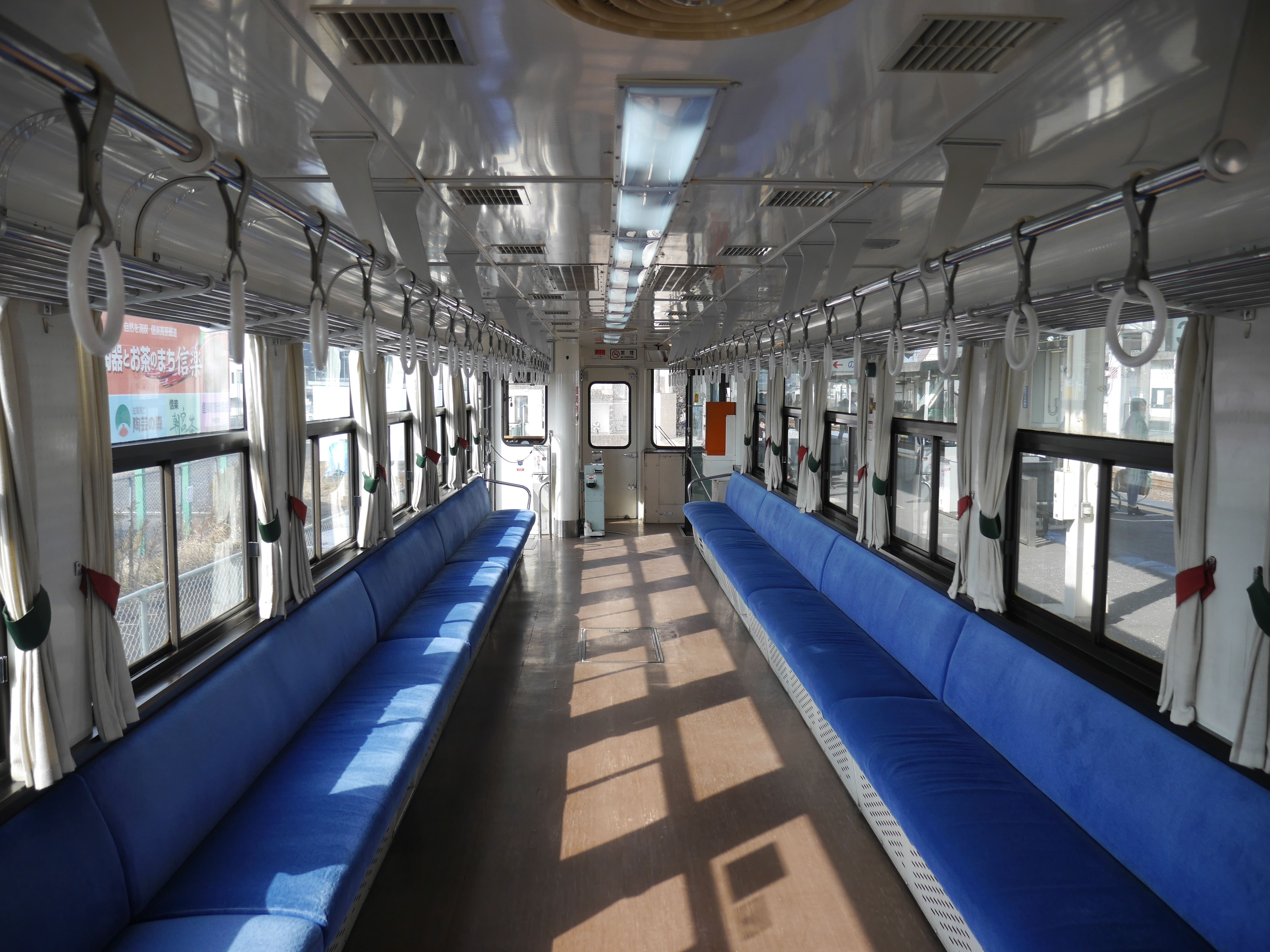
ロングシート化後の車内

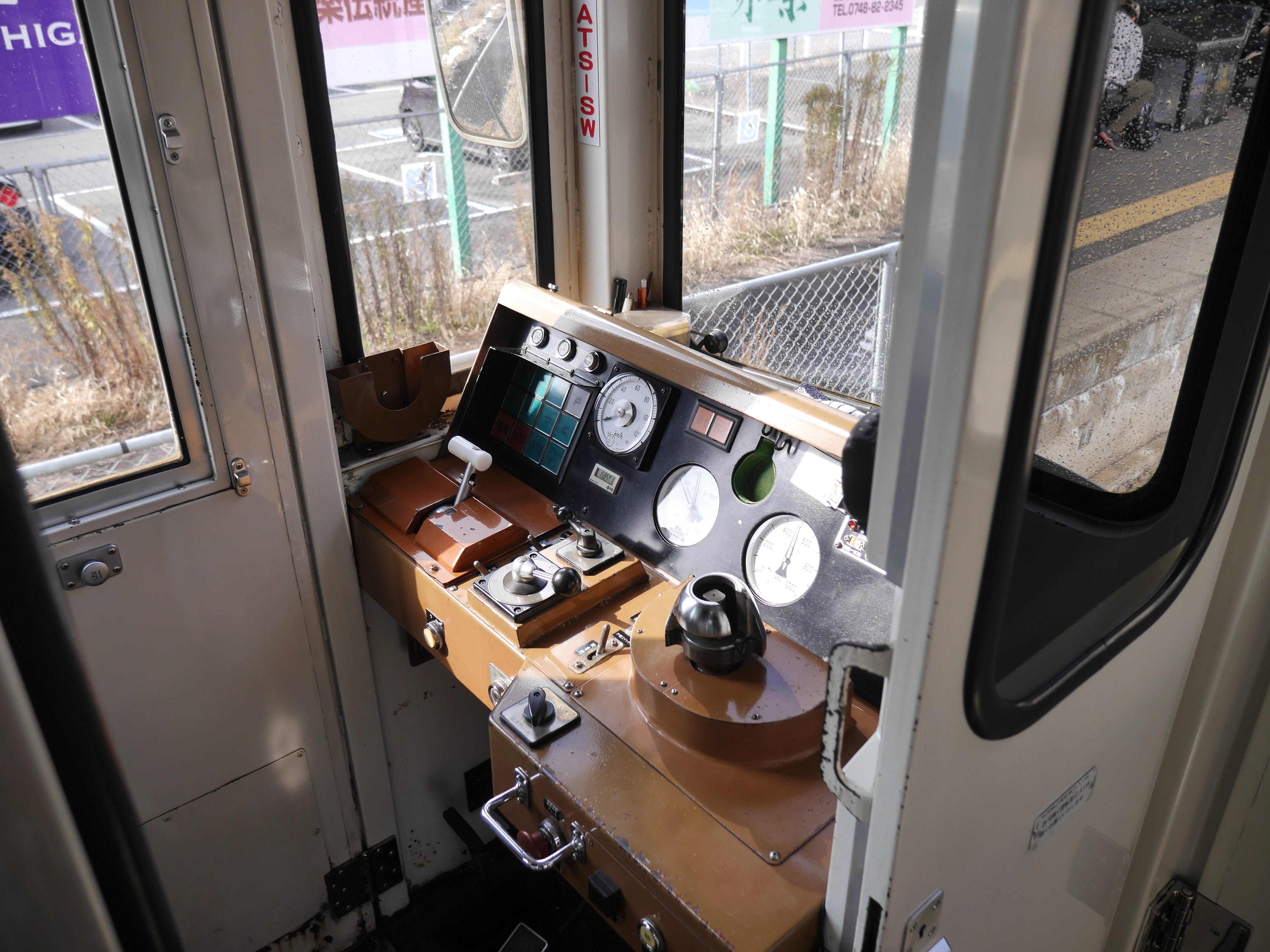
運転席

信楽線が1987年（昭和62年）7月13日に第三セクターの信楽高原鐵道に転換されるのを前に富士重工業により201から203まで3両が製造され、翌年の1988年（昭和63年）7月に204が増備された。202と204は1991年（平成3年）5月14日に発生した信楽高原鐵道列車衝突事故で大破し、廃車になった。その補充として1992年（平成4年）7月に205が増備され、計5両が製造された。
富士重工業製レールバスのLE-Carをもとに、車体の基本構造をバス車両工法から従来工法に変更して設計されたLE-DCの第一弾で、日本国有鉄道キハ32形と同様の車体断面を持ち、車体側面のリベットがなくなった。側面の出入口扉は折り戸で、窓は上部固定下部横引き窓となっている。ディーゼルエンジンは250PS/1,900rpmの日産ディーゼル製PE6HT03Aを搭載する。一部に33‰の勾配が連続する区間があるため、抑速ブレーキは明知鉄道アケチ1形と同様、機関・排気・リターダの3種類のブレーキが装備されている。
当初、車体塗色は白地に赤と紫の模様を配したものであった。先述の事故後、残存車両はクリーム色にライトグリーンの帯に変更された。1999年（平成11年）頃の行事列車「信楽たぬき列車」で狸のイラストが入れられた。
座席配置は、登場時、クロスシート、ドア付近はロングシートのセミクロスシートであったが、後に、すべての座席がロングシート化された。
老朽化の進行によりSKR310形に代替されて、201は2001年（平成13年）11月に廃車、203は2002年（平成14年）8月に廃車された。2017年（平成29年）1月現在205のみが残っていたが、同年2月4日に営業運転を終了し、廃車後同月9日に紀州鉄道に搬入され、同年4月15日にKR205として営業運転を開始した。

## 車歴表

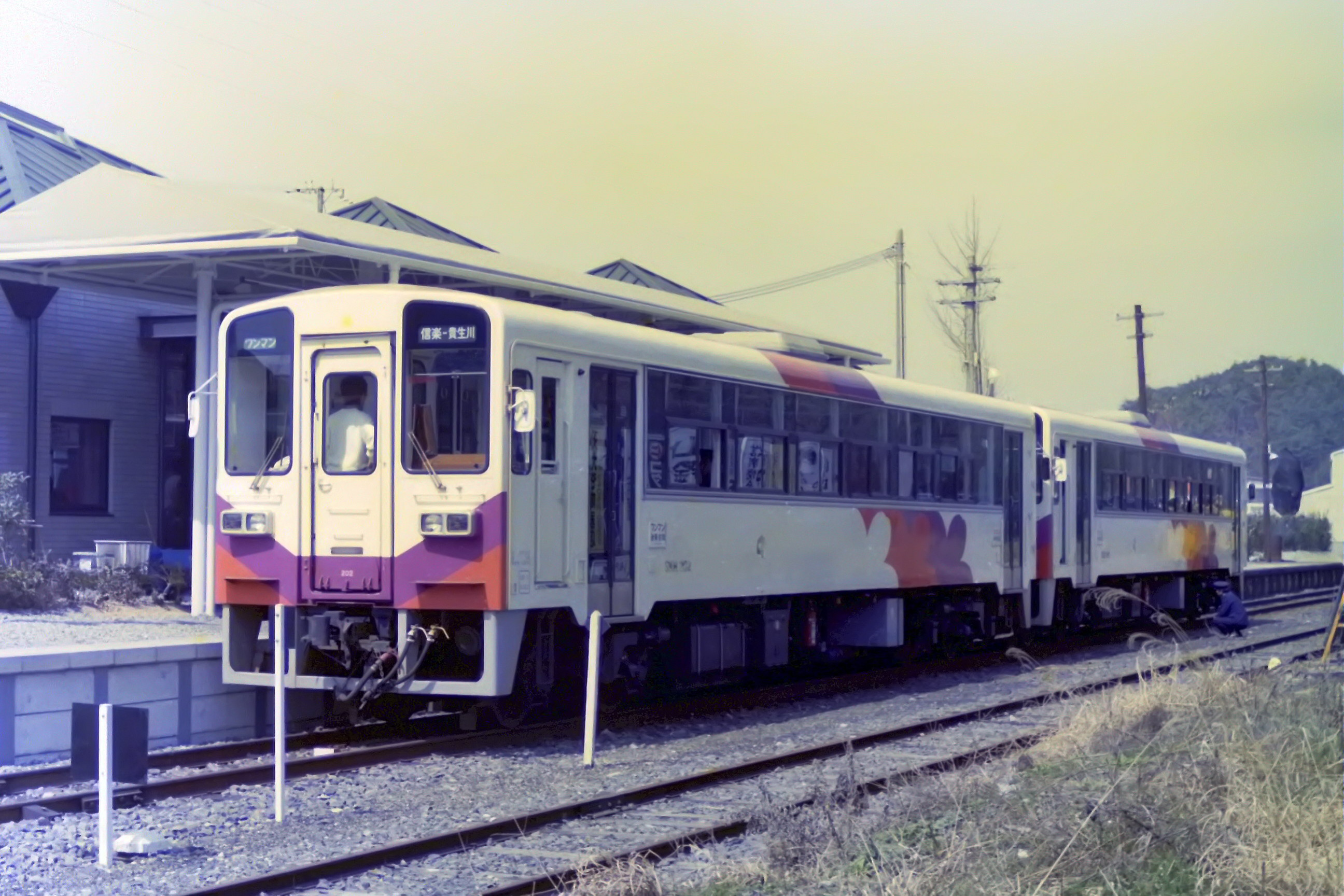
202　1988年4月

| 車両番号 | 竣工                  | 廃車       | 備考                                                                |
| -------- | --------------------- | ---------- | ------------------------------------------------------------------- |
| 201      | 1987年（昭和62年）7月 | 2001年11月 |                                                                     |
| 202      | 1987年（昭和62年）7月 | 1991年9月  | 信楽高原鐵道列車衝突事故被災車                                      |
| 203      | 1987年（昭和62年）7月 | 2002年8月  |                                                                     |
| 204      | 1988年（昭和63年）7月 | 1991年9月  | 信楽高原鐵道列車衝突事故被災車 前照灯が貫通路上部に配置されていた。 |
| 205      | 1992年（平成4年）7月  | 2017年3月  | 紀州鉄道に譲渡                                                      |